# Језеро Паијане
Језеро Паијане је друго највеће језеро у Финској. Отока језера је река Кими која се улива у Фински залив.
Дужина обале језера износи приближно 3.740 m. Површином се протеже на око 1.082 km², док његова максимална дубина износи 95 m.
Највећи град на обалама језера Паијане је Јиваскила на северу. 
Подземни аквадукт, водени тунел Паијане, повезује језеро са Вантом, обезбеђујући свежу воду за подручје око Хелсинкија. Најдубља тачка у било ком језеру у Финској налази се у Паијанеу (95.3м).
Назив језера Паијане вероватно долази од речи са пред-финско-угарског језика. 

## Транспорт
Паијане је познато место за вожњу чамцем, кануом и једрењем . ужина отвореног пловног пута за бродове је 380км. О изградњи канала који повезују Паијане са Балтичким морем расправља се деценијама. Ипак, план тек треба да се реализује.
До 1940-их Језеро Паијане је било главни транспортни канал у централној Финској . Бројни бродови су превозили путнике и терет између села и градова на обалама језера Паијане. Данас је путнички превоз  на језеру пре свега туристичка атракција, али и најбржи начин транспорта градова и села. Једна од најпопуларнијих рута за превоз путника у летњем периоду је између градова Лахти и Јиваскила.

## Туризам
На обалама Паијанеа има 16.000 викендица.
Поред викендица, На Паијанеу је заступљено пецање, једрење, вожња кануом, веслање, клизање на леду, моторне санке. Национални парк Паијане имају хиљада посетилаца сваке године.

## Национални паркови
Национални парк Паијане је национални парк на југу језера Паијане. Састоји се од око 50 нетакнутих острва и неких насељених сотрва. Национални парк је успостављен 1993. године и има површину од 14 квадратних километара . 